# Фосфоинозитид-3-киназа класс 2
Фосфоинозитид-3-киназы класса 2 (фосфатидилинозитол-3-киназа класс 2; англ. Phosphoinositide 3-kinase, class 2) — группа ферментов киназ, катализирующая реакцию фосфорилирования фосфатидилинозитола до фосфатидилинозитол-3-фосфата и имеющих похожую доменную структуру белка, субстратную специфичность и механизм активации. 
В клетках млекопитающих имеются 3 изоформы киназ этого класса:
- PI3K-C2α
- PI3K-C2β
- PI3K-C2γ

## См.также
- Фосфоинозитид-3-киназа